# Coptops hypocrita
Coptops hypocrita là một loài bọ cánh cứng trong họ Cerambycidae.